# Volosť
Volosť (rusky во́лость) je jednotka administrativně-teritoriálního dělení v Rusku, Lotyšsku, Estonsku a některých dalších zemích.
Na staré Rusi bylo celé teritorium země (knížectví) jako polosamostatný úděl, selská území, podřízená městu. Od konce 14. století jako součást ujezdu, od roku 1861 jako stavovské jednotky rolnického řízení. Byla zrušena Administrativně-teritoriální reformou 1923—1929. Mezi „volosti“ patřily i tzv. rolnické obce.

## Použitá literatura
- Rolnická reforma v Rusku z roku 1861, Soubor zákonodárných spisů (Крестьянская реформа в России 1861 года. Сборник законодательных актов). М.: [s.n.], 1954.

- Samospráva rolnického selského a oblastního majetku (Самоуправление крестьянского сельского и волостного общества). М.: [s.n.], 1905.
- Oblastní (volostní) staršina, jeho práva, povinnosti a odpovědnost (Волостной старшина, его права, обязанности и ответственность).. М.: [s.n.], 1899.
- V. Volčkov. Návod pro rolníky. Soubor platných zákonů týkajících se obcí, jejich správy a povinností selských a oblastních odpovědných osob a nižších představitelů (Руководство для крестьян. Сборник действующих узаконений, касающихся обществ. их упр. и обязанностей сел. и волост. должност. лиц и ниж. Чинов). М.: [s.n.], 1880.

- Encyklopedický slovník Brokgauze a Efrona (Энциклопедический словарь Брокгауза и Ефрона). СПб., 1896. Svazek XIX, str. 424.
- též, 1895, svazek XVI a, str. 729—730.
- též, 1892, svazek VII, str. 93—97.
- Dějiny státních úřadů předrevolučního Ruska (История государственных учреждений дореволюционной России), 1968. str. 233—235.